# راسيل سينيور
راسيل سينيور (بالإنجليزية: Russell Senior)‏ هو عازف قيثارة وعازف كمان بريطاني، ولد في 18 مايو 1961 في شفيلد في المملكة المتحدة.

## وصلات خارجية
- راسيل سينيور على موقع IMDb (الإنجليزية)
- راسيل سينيور على موقع ميوزك برينز (الإنجليزية)
- راسيل سينيور على موقع أول ميوزيك (الإنجليزية)
- راسيل سينيور على موقع ديسكوغز (الإنجليزية)